# Owen Davidson
Pour les articles homonymes, voir Davidson.
Owen Davidson, né le 4 octobre 1943 à Melbourne (Victoria) et mort le 12 mai 2023 à Conroe (Texas),, est un joueur de tennis professionnel australien, actif dans les années 1960 et 1970.
En simple, il a notamment atteint la finale au Queen's en 1963, perdue contre son compatriote Roy Emerson. Son meilleur résultat est une demi-finale à Wimbledon en 1963 où il prend sa revanche contre ce dernier. Il a aussi remporté 4 tournois mineurs en Angleterre et un autre à Southampton.
Il a eu une carrière plus prolifique en double, remportant deux Grand Chelem à l'Open d'Australie en 1971 et l'US Open en 1973. Il a également gagné onze Grand Chelem en double mixte.

## Parcours dans les tournois duGrand Chelem

### En simple
| Année | Open d'Australie | Open d'Australie | Internationaux de France | Internationaux de France | Wimbledon       | Wimbledon    | US Open         | US Open     |
| ----- | ---------------- | ---------------- | ------------------------ | ------------------------ | --------------- | ------------ | --------------- | ----------- |
| 1962  | 1/4 de finale    | R. Laver         | 2e tour (1/32)           | J-N. Grinda              | 3e tour (1/16)  | F. Froehling | —               | —           |
| 1963  | 1/4 de finale    | F. Stolle        | 1/8 de finale            | M. Santana               | 3e tour (1/16)  | R. Emerson   | 3e tour (1/16)  | D. Ralston  |
| 1964  | 1/4 de finale    | F. Stolle        | 2e tour (1/32)           | F. Komáromi              | —               | —            | 3e tour (1/16)  | R. Osuna    |
| 1965  | 1/4 de finale    | F. Stolle        | 1er tour (1/64)          | I. Țiriac                | 1er tour (1/64) | I. Buding    | —               | —           |
| 1966  | 1/8 de finale    | C. Graebner      | 2e tour (1/32)           | I. Țiriac                | 1/2 finale      | M. Santana   | 1/4 de finale   | R. Emerson  |
| 1967  | 1/4 de finale    | A. Ashe          | 1/4 de finale            | I. Gulyás                | 2e tour (1/32)  | K. Fletcher  | 1/4 de finale   | G. Scott    |
| 1968  | —                | —                | —                        | —                        | 1er tour (1/64) | J. Newcombe  | —               | —           |
| 1969  | —                | —                | —                        | —                        | 2e tour (1/32)  | C. Drysdale  | 2e tour (1/32)  | O. Bengtson |
| 1970  | —                | —                | —                        | —                        | 3e tour (1/16)  | J. Newcombe  | 1er tour (1/64) | M. Santana  |
| 1971  | 2e tour (1/16)   | R. Emerson       | —                        | —                        | 3e tour (1/16)  | F. Stolle    | 2e tour (1/32)  | M. Cox      |
| 1972  | 2e tour (1/16)   | F. Sedgman       | —                        | —                        | —               | —            | 2e tour (1/32)  | A. Gimeno   |
| 1973  | —                | —                | —                        | —                        | 1/8 de finale   | V. Amritraj  | 2e tour (1/32)  | C. Owens    |
| 1974  | —                | —                | —                        | —                        | 1er tour (1/64) | T. Roche     | 2e tour (1/32)  | T. Koch     |

N.B. : à droite du résultat se trouve le nom de l'ultime adversaire.

### En double
Parcours en double à partir de 1968.
| Année | Open d'Australie        | Open d'Australie    | Internationaux de France  | Internationaux de France | Wimbledon                  | Wimbledon              | US Open                    | US Open                 | Open d'Australie | Open d'Australie |
| ----- | ----------------------- | ------------------- | ------------------------- | ------------------------ | -------------------------- | ---------------------- | -------------------------- | ----------------------- | ---------------- | ---------------- |
| 1968  | —                       | —                   | 1/8 de finale M. Sangster | G. Battrick P. Hutchins  | 2e tour (1/16) L. Hoad     | K. Fletcher M. Santana | —                          | —                       | n.o.             | n.o.             |
| 1969  | —                       | —                   | —                         | —                        | 2e tour (1/16) D. Ralston  | B. Hewitt F. McMillan  | 1/8 de finale B. Bowrey    | K. Rosewall F. Stolle   | n.o.             | n.o.             |
| 1970  | —                       | —                   | —                         | —                        | 1/8 de finale B. Bowrey    | T. Addison Carmichael  | 1/4 de finale B. Bowrey    | K. Rosewall F. Stolle   | n.o.             | n.o.             |
| 1971  | 1/4 de finale B. Bowrey | T. Okker M. Riessen | —                         | —                        | 1/4 de finale B. Bowrey    | R. Emerson R. Laver    | —                          | —                       | n.o.             | n.o.             |
| 1972  | Victoire K. Rosewall    | R. Case G. Masters  | —                         | —                        | —                          | —                      | Finale Newcombe            | C. Drysdale R. Taylor   | n.o.             | n.o.             |
| 1973  | —                       | —                   | —                         | —                        | 2e tour (1/16) B. Phillips | J. Connors I. Năstase  | Victoire Newcombe          | R. Emerson R. Laver     | n.o.             | n.o.             |
| 1974  | —                       | —                   | —                         | —                        | 2e tour (1/16) K. Rosewall | C. Pasarell Van Dillen | 2e tour (1/16) K. Rosewall | A. Amritraj V. Amritraj | n.o.             | n.o.             |
| 1975  | —                       | —                   | —                         | —                        | —                          | —                      | —                          | —                       | n.o.             | n.o.             |
| 1976  | —                       | —                   | —                         | —                        | —                          | —                      | —                          | —                       | n.o.             | n.o.             |
| 1977  | —                       | —                   | —                         | —                        | —                          | —                      | —                          | —                       | —                | —                |
| 1978  | n.o.                    | n.o.                | —                         | —                        | —                          | —                      | —                          | —                       | —                | —                |
| 1979  | n.o.                    | n.o.                | —                         | —                        | 1/8 de finale Newcombe     | J. Sadri T. Wilkison   | —                          | —                       | —                | —                |
| 1980  | n.o.                    | n.o.                | —                         | —                        | 1er tour (1/32) Newcombe   | T. Okker W. Fibak      | 2e tour (1/16) Newcombe    | I. Năstase T. Okker     | —                | —                |

N.B. : le nom du ou de la partenaire se trouve sous le résultat ; le nom des ultimes adversaires se trouve à droite.